# Fiat 690
Le Fiat 690 est le premier véritable camion lourd italien pour les longs trajets, camion porteur attelé à une remorque ou tracteur de semi-remorques, fabriqué par le constructeur italien Fiat V.I. de 1960 à 1973.
Il fait partie de la très grande famille des camions lourds Fiat V.I. équipés de la cabine Fiat « baffo » - à moustaches.
Ce véhicule, fabriqué pendant 13 ans, a été le principal outil de transport longues distances de la Péninsule. Il couvre la tranche lourde de transport de 18 à 44 tonnes, c'est le premier de la série des fameux "mille pattes" comme les ont surnommés les transporteurs étrangers.

## Le Fiat 690 en synthèse
Doté du fameux moteur 6 cylindres en ligne Fiat 203A/61 de 11 548 cm3 de cylindrée, il disposait d'un couple maximum impressionnant à seulement 900 tr/min.
Conçu pour répondre aux exigences de toutes les missions de long trajet comme de chantier, pour des charges de 18 à 44 tonnes, ce camion se taillera une réputation jamais égalée de robustesse et de fiabilité. Comme toute la gamme Fiat V.I. de l'époque, et cela jusqu'en 1974, la conduite est à droite pour le marché italien, à gauche pour l'exportation, sauf Grande-Bretagne.
Décliné en porteur et tracteur 6x2/2, ils seront remplacés par les Fiat 691N & T dotés de la nouvelle cabine carrée type "T" et équipés de nouveaux moteurs :
- le porteur Fiat 691N, présenté en 1971,
- le tracteur Fiat 691T, présenté en 1973.

Rappel des règles du code de la route sur les poids et mesures en vigueur en Italie à partir de 1960 :
Les camions de cette époque maintenaient une charge à l’essieu limitée à 10 tonnes sur les essieux jumelés et 4 tonnes sur les essieux simples, ce qui autorisait :
- 14 t pour un 4x2, 28 tonnes avec une remorque à 2 essieux, 32 tonnes avec remorque à 3 essieux,
- 18 t pour un 6x2 inversé, 36 tonnes avec une remorque à 3 essieux, 40 tonnes avec une remorque à 4 essieux,
- 26 t pour un 6x4 et 30 t pour les véhicules de chantier, 50 t en convoi exceptionnel
- 22 t pour les 8x2, 44 t avec remorque à 4 essieux,
- 32 tonnes pour les semi-remorques de route, tracteur 4x2 et semi à 3 essieux deux jumelés le troisième simple autodirecteur, 35 tonnes pour les véhicules de chantier
- 44 tonnes pour les camions et remorques en version 4+4 essieux, motrice 8x2,
- 50 tonnes pour les véhicules de chantier avec tracteur 6x4 et semi à 2 essieux jumelés.

Les nouvelles règles permettaient d'augmenter le nombre d'essieux en passant de 5 précédemment à 8. La remorque respectait les mêmes règles que le porteur et permet de doubler le PTR pour atteindre 44 t pour un 8 essieux. Un porteur à 2 essieux ne peut tracter une remorque à 4 essieux chargée à 22 tonnes. Dans le cas des semi-remorques, la charge quelle que soit la combinaison tracteur 4x2 ou 6x2/2 et semi 3 ou 2 essieux, le PTRA ne pouvait dépasser les 32 tonnes. Ceci explique pourquoi les transporteurs italiens ont plus que boudé la solution semi-remorque pendant des décennies, jusqu'en 1975, année où leur nouveau code a relevé cette limite de 32 à 44 tonnes comme pour les camions remorques, à condition de disposer de 5 essieux, tracteur 4x2 ou 6x2/2 ou 6x4 et remorque 3 essieux, 2 jumelés et un autodirecteur simple ou 2 essieux tandem jumelés.

Le Fiat 690 était livré de série au client en sortie d'usine en version 6x2/2. À charge pour le client de faire procéder à l'adjonction d'un essieu supplémentaire à l'arrière de l'essieu tracteur jumelé sur les versions châssis long prévu à cet effet. Il est surprenant, avec notre vision actuelle des choses de savoir que ce sont uniquement des ateliers spécialisés qui devaient procéder à cette intervention alors qu'elle était parfaitement étudiée par Fiat V.I. dès la conception du véhicule. C'est le fruit de la tradition des carrossiers industriels très nombreux sur le territoire italien. On peut tenir le même raisonnement avec les modèles espagnols, qui respectaient les mêmes règles qu'en Italie, où Pegaso n'a jamais commercialisé des camions en 8x2/2 mais des 6x2/2 avec quatrième essieu à rajouter.

## L'histoire d'un mythe

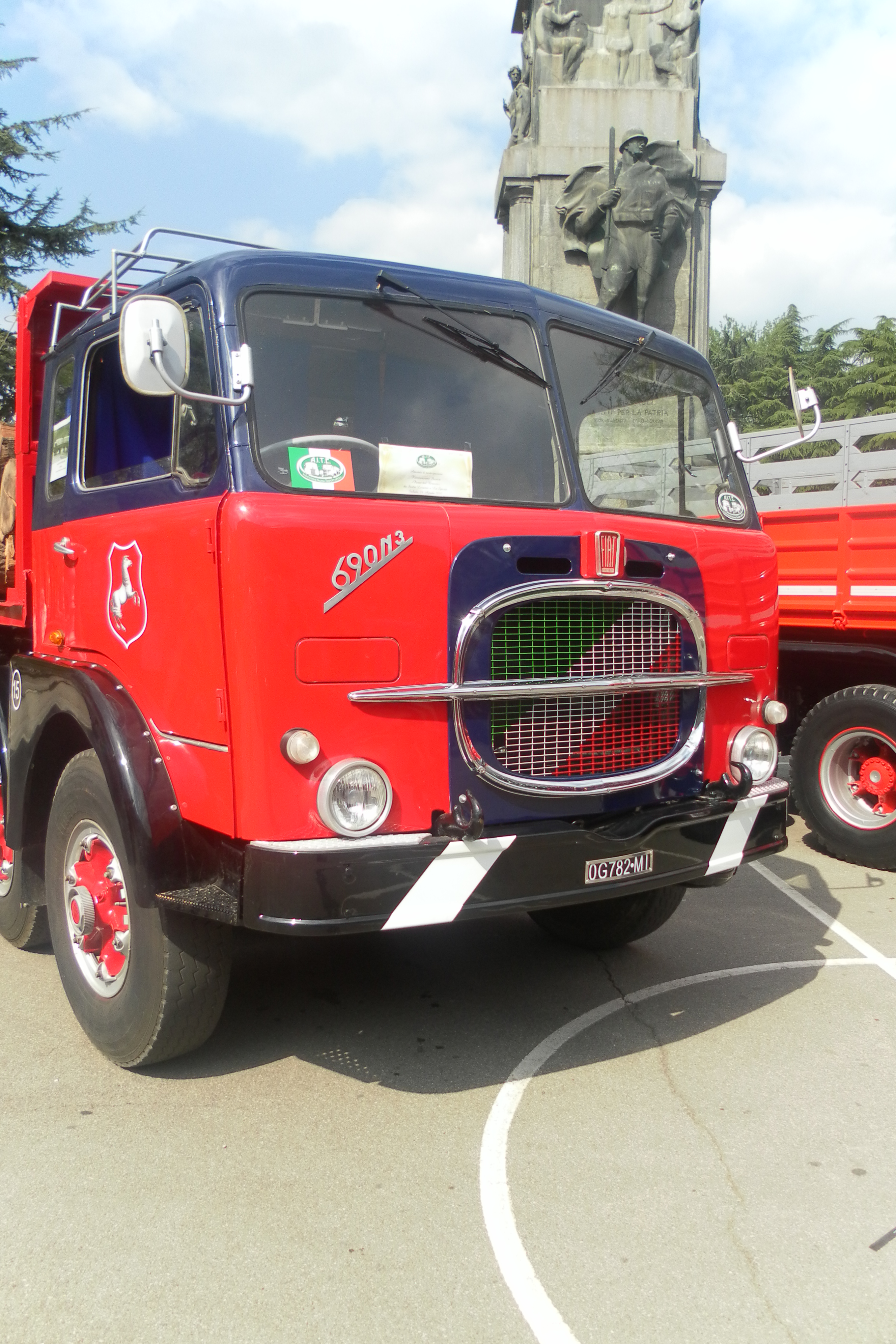
La cabine Fiat "baffo" sur un Fiat 690N3

### La1resérieFiat 690N (1960-61)
Le Fiat 690N, où selon la tradition Fiat V.I. depuis 1931, N veut dire nafta - gazole en italien - est un camion trois essieux 6x2/2 inversé qui sera transformé par les carrossiers italiens spécialisés en 8x2 avec ajout d'un essieu autodirecteur et relevable après l'essieu moteur, dans le cas des versions à châssis long.

À la fin des années 1950, Fiat V.I. teste sur les routes du Nord de l'Italie un nouveau modèle destiné à remplacer son porteur lourd, le Fiat 682, dont le lancement remontait à 1952. Le Fiat 682 était un très bon camion mais sa cabine datait et les performances de son moteur n'étaient plus à la pointe de la technique pour tracter des charges qui, selon les nouvelles règles du code de la route italien, passaient de 32 à 44 tonnes.
Fiat reconduit sur le 690 sa cabine qui restera le signe indéfectible de reconnaissance des camions Fiat jusqu'en 1974, la cabine « baffo » à moustaches.

#### Caractéristiques techniques1resérie[1]
- Moteurs : 
  - Fiat type 203 - 6 cylindres en ligne 10 676 cm3 - 150 ch DIN à 1 900 tr/min
  - Fiat type 203 turbo - 6 cylindres en ligne 10 676 cm3 - 180 ch DIN à 1 900 tr/min,
- Boîte de vitesses Fiat 8+2 mécanique
- PTC : sur porteur 6x2 : 18,0 t en Italie (20,0 t en Europe), transformé en 8x2 : 22 tonnes en Italie plus remorque de 22,0 t, soit 44 tonnes.

La première série ne comporte pas de version tracteur de semi-remorques.

### La2esérieFiat 690 N1/T1 (1961-68)[2],[3]
En 1961 Fiat V.I. lance la seconde série avec la version 690N1 et T1 en apportant quelques améliorations à la finition de la cabine. Fiat n'a pas renouvelé l'expérience des moteurs turbocompressés, peu appréciée à cette époque par les transporteurs qui préféraient des moteurs traditionnels. La version tracteur de semi-remorques est officiellement lancée avec cette seconde série. Cette version T1 sera essentiellement destinée aux citernes.
Le Fiat 690N1/T1 disposait d'une mécanique modifiée Fiat 203A/61 dont la cylindrée était portée à 11 548 cm3 développant une puissance de 180 ch DIN et 194 ch à partir de 1966. Le tracteur 690T1 était homologué avec un PTRA de 38/40 tonnes mais limité à 32 tonnes en Italie.
La version porteur à empattement long (690 N1 Passo B) et le tracteur pour semi-remorques (690 T1) ont été fabriqués jusqu'en 1970 pour certains marchés d'exportation, notamment vers l'Afrique.
La société AIFO - Applications Industrielles Fiat OM - qui utilise uniquement des bases de moteurs Fiat V.I. pour la marine, groupes électrogènes et autres utilisations spécifiques a toujours suralimenté les moteurs Fiat 203A.

### La3esérieFiat 690 N2/T2 (1966-68/73)[4],[5]
Avec le lancement de cette version N2/T2 en 1966, Fiat garde la cabine des précédents 690 N1/T1 mais fait évoluer son moteur Fiat 203A/61 en 221 dont la cylindrée passe à 12 883 cm3 avec 180 ch toujours au régime spectaculaire de 1 900 tr/min.
La version porteur 690N2 a été commercialisée durant deux années et remplacée par le 690 N3 dès 1968 tandis que la version tracteur 690T2 est restée en fabrication jusqu'en 1973. Les porteurs 3 essieux étaient homologués pour un PTAC de 20 tonnes pour les marchés d'exportation, mais toujours limités à 18 tonnes en Italie. La version tracteur 6x2/2 a été largement exportée, notamment en Grande-Bretagne, pays dont la réglementation des semi-remorques correspondait à celle en vigueur en Italie.

### La4esérieFiat 690 N3 (1968-71)[6]
Cette série du Fiat 690 a été fortement améliorée au niveau du confort en cabine. Elle a également bénéficié d'un système de freinage à 3 circuits et du moteur diesel 6 cylindres en ligne Fiat 221.3 de 12 883 cm3. La construction très robuste permettait techniquement une charge de remorque allant jusqu'à 42 tonnes. C'était une réalisation très remarquable avec un seul essieu frotté. La capacité de montée a ensuite été réduite à 11% avec le petit rapport de pont arrière.
Le 690N3 était proposé en camion porteur avec deux empattements, mais pas en tracteur. Le Fiat 690 T2 tracteur a aussi été équipé d'un système de freinage à 3 circuits en 1968 et a été produit jusqu'en 1973.

### La5esérieFiat 690 N4 (1971-73)
Cette dernière série du Fiat 690 verra son moteur remplacé par un petit moteur toujours 6 cylindres de 9 819 cm3 développant 200 ch. Les transporteurs italiens n'ont pas aimé ce petit moteur dont le régime atteignait 2 500 tr/min pour développer sa puissance maximale. Ils le remplacèrent rapidement par le moteur Fiat 8210 de 13 798 cm3, qui développait 225 ch et équipait déjà le Fiat 693, un camion de chantier 6x4.

Le Fiat 690 N4 ne quittera les chaînes de fabrication de l'usine Fiat SPA de Stura, dans la banlieue de Turin qu'en fin d'année 1973 alors que le Fiat 691 était déjà en vente depuis plus d'un an et le remplaçait. Une profonde modification du code italien était en préparation mais personne ne croyait que les nouvelles normes allaient être applicables aussi rapidement.
Ces nouvelles normes allaient mettre fin aux mille-pattes et relancer les formules semi-remorques très peu usitées en Italie. Le nouveau code va permettre de passer la charge à l'essieu de 10 à 12 tonnes ce qui donna :
- porteur 4x2 : 18 tonnes en solo et avec une remorque jusqu'à 3 essieux : 40 tonnes,
- porteur 6x2 : 24 tonnes en solo et avec remorque 3 essieux : 44 tonnes,
- tracteur 4x2 et semi avec 3 essieux à l'italienne (2 essieux jumelés et un autodirecteur) : 44 tonnes,
- tracteur 6x2/2 et semi 2 essieux jumelés : 44 tonnes, cette solution fut surtout adoptée pour les citernes de carburant, une version tracteur 6x2/2 avec semi à 3 essieux à l'italienne fut homologuée à 50 tonnes pour les aéroports,
- porteur 6x4 : 26 tonnes et 33 tonnes en version chantier avec 2 gyrophares sur le toit de la cabine,
- porteur 8x4 (ou 8x6 ou 8x8) : 32 tonnes et 40 tonnes en version chantier,
- tracteur 6x4 et semi chantier 2 essieux jumelés : 56 tonnes.

Les routiers italiens adoptèrent la solution la plus "efficace" sur route avec la solution semi-remorque avec tracteur 4x2 et remorque 3 essieux, soit 16 pneus au lieu des 18 nécessaires dans la solution porteur et remorque. Dans les années 1990, la solution essieux simples avec jantes larges sur les semi fut aussi homologuée à 44 tonnes.